# Agrilus maquilingensis
Agrilus maquilingensis é uma espécie de inseto do género Agrilus, família Buprestidae, ordem Coleoptera.
Foi descrita cientificamente por Fisher, 1921.